# Prisión Central de Naini
La Prisión Central de Naini (en hindi: नैनी सेन्ट्रल क़ैद ख़ाना; en urdu: نینی سینٹرل قید خانہ) se localiza como su nombre lo indica en Naini, cerca de Prayagraj, India. Se trata de una de las prisiones e instituciones correccionales más importantes, en Uttar Pradesh, construida durante el dominio británico sobre este país asiático. Se hizo famoso en la época anterior a la independencia, ya que muchos luchadores por la libertad nacional, incluyendo Motilal Nehru (1930), Jawahar Lal Nehru (1930, marzo de 1945), el primero de los primer ministro de la India, Govind Ballabh Pant, Narendra Dev, Rafi Ahmed Kidwai fueron encarcelados durante el movimiento de independencia de la India en este lugar.